# Алмейрін (Пара)
Алмейрін (порт. Almeirim) — муніципалітет в Бразилії, входить в штат Пара. Складова частина мезорегіону Байшу-Амазонас. Входить в економічно-статистичний мікрорегіон Алмейрін. Населення становить 30 903 чоловік (на 2007 рік). Площа — 72 954,800 км². Густота населення — 0,46 чол./км².

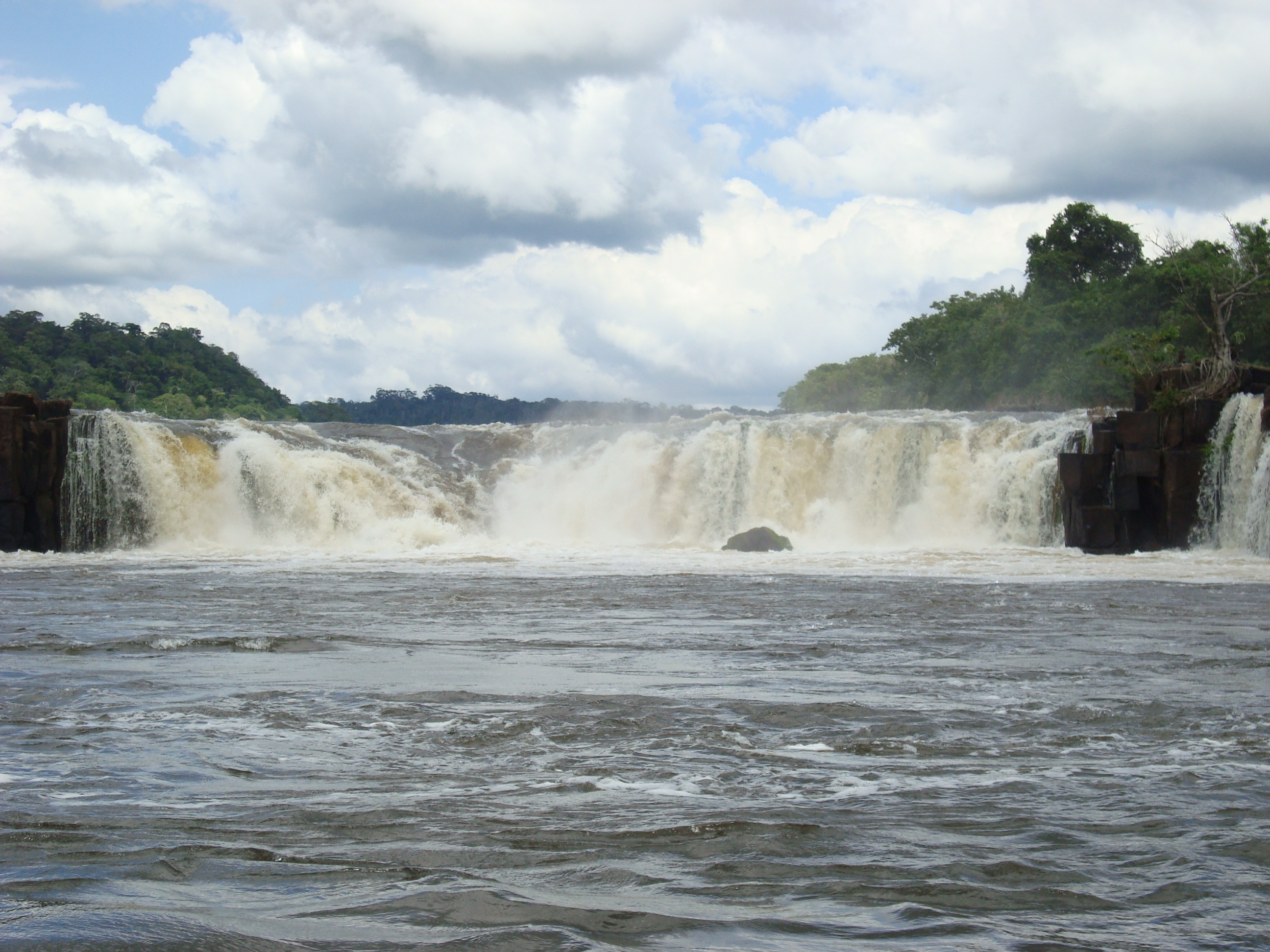
Водоспад Панама
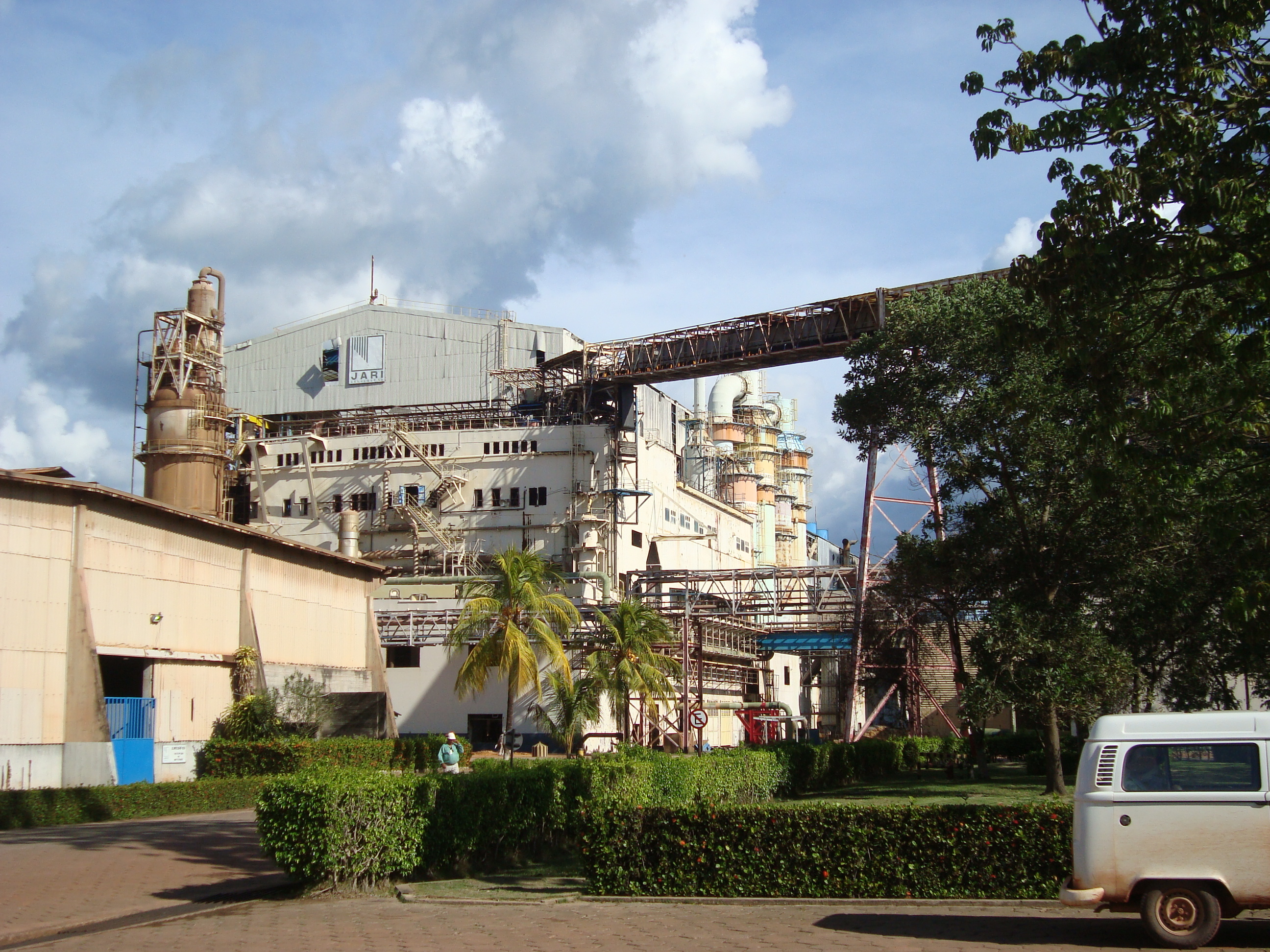
Фабрика целюлози

## Демографія
Згідно з даними, зібраними в ході перепису 2010 р. Національним інститутом географії і статистики (IBGE), населення муніципалітету становить:
| Повне населення                                 | Повне населення                                 | Повне населення                                 | Повне населення                                 | 33 614 |
| ----------------------------------------------- | ----------------------------------------------- | ----------------------------------------------- | ----------------------------------------------- | ------ |
| в тому числі:                                   | Міське населення                                | 19 965                                          | Процент міського населення, %                   | 59,39  |
|                                                 | Сільське населення                              | 13 649                                          | Процент сільського населення, %                 | 40,61  |
|                                                 | Чоловіче населення                              | 17 468                                          | Процент чоловічого населення, %                 | 51,97  |
|                                                 | Жіноче населення                                | 16 146                                          | Процент жіночого населення, %                   | 48,03  |
| Густота населення, чол/км²                      | Густота населення, чол/км²                      | Густота населення, чол/км²                      | Густота населення, чол/км²                      | 0,46   |
| Населення муніципалітету в % до населення штату | Населення муніципалітету в % до населення штату | Населення муніципалітету в % до населення штату | Населення муніципалітету в % до населення штату | 0,44   |

По даним оцінки 2015 року населення муніципалітету становить 33 372 мешканців.